# Ору (село)
Ору (фр. Auros) насеље је и општина у југозападној Француској у региону Аквитанија, у департману Жиронда која припада префектури Лангон.
По подацима из 1999. године у општини је живело 662 становника, а густина насељености је износила 43 становника/km². Општина се простире на површини од 15,32 km². Налази се на средњој надморској висини од 104 метара (максималној 113 m, а минималној 24 m).

## Демографија
| 1962. | 1968. | 1975. | 1982. | 1990. | 1999. |
| ----- | ----- | ----- | ----- | ----- | ----- |
| 585   | 623   | 609   | 645   | 669   | 662   |

График промене броја становника у току последњих година